# Preparctia flava
Preparctia flava är en fjärilsart som beskrevs av Bang-haas 1930. Preparctia flava ingår i släktet Preparctia och familjen björnspinnare. Inga underarter finns listade i Catalogue of Life.